# Jon Gardella

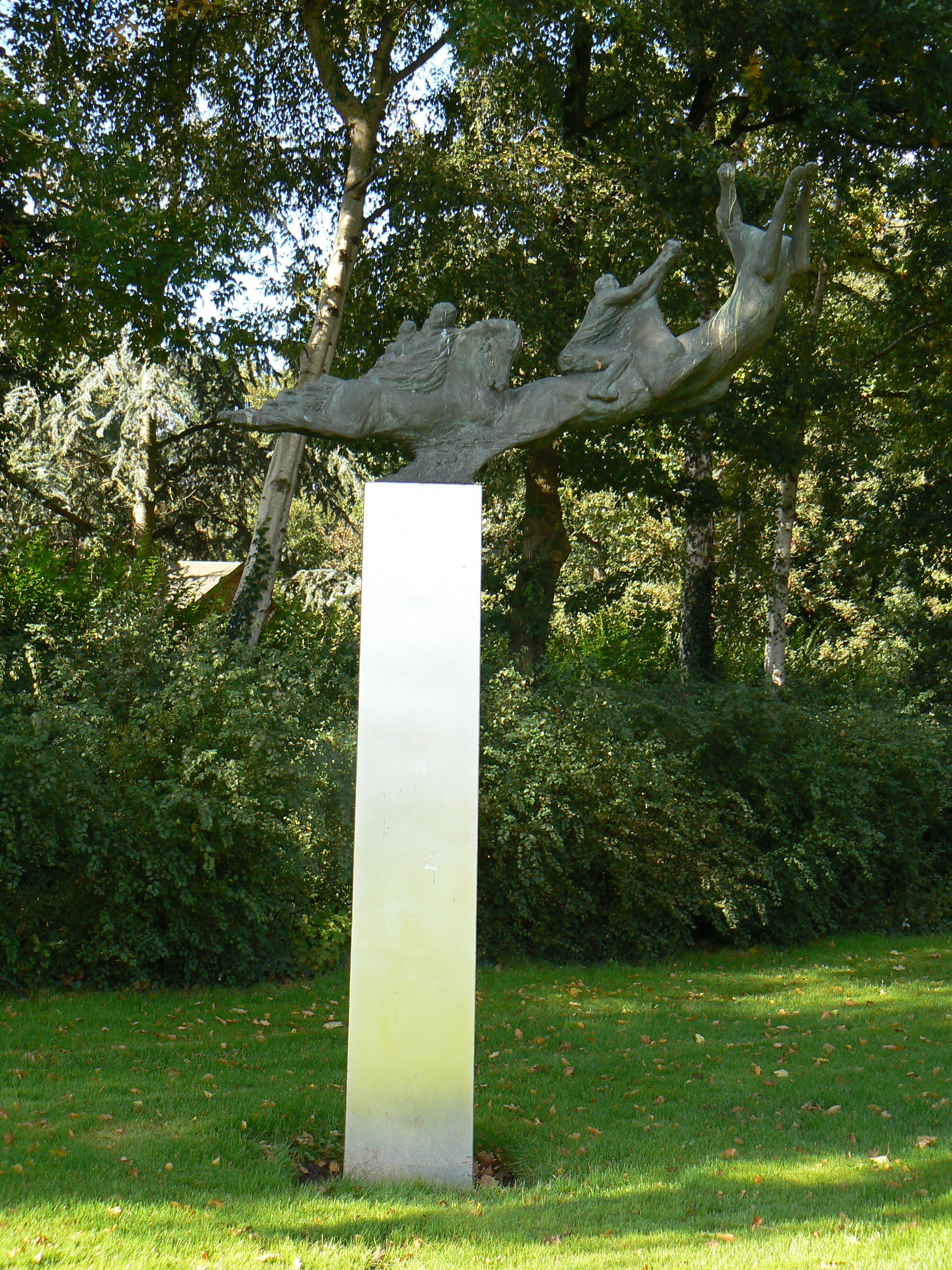
Luchtspektakel (1989), Nieuwe Pekela

Jon Gardella (Cooperstown, NY, 1948) is een in Nederland werkende beeldhouwer, tekenaar, schilder, decorontwerper en dichter.

## Leven en werk
In 1966 studeerde hij aan de kunstacademie, de Accademia di Belle Arti di Roma, in Rome, bij Venanzo Crocetti en Pericle Fazzini. De klassieke Griekse en Etruskische sculptuur inspireerde hem, net als de Italiaanse meesters van de renaissance. Hij vervolgde in 1968 zijn studie bij Piet Esser en Paul Grégoire aan de Rijksakademie in Amsterdam. Gardella's monumentale bronzen beelden zijn door heel Nederland te zien in parken en steden. Gardella kan worden gerekend tot de Groep van de figuratieve abstractie.
Door de NPS is een documentairefilm gemaakt over het werk en leven van Gardella voor het tv-programma Van Gewest tot Gewest getiteld Vaart in de Beelden (2014).
Gardella woont en werkt in Garnwerd.

## Wijze van werken; beweging
Gardella is een monumentaal beeldhouwer. Zijn bronzen beelden, tekeningen en schilderijen tonen dynamiek, beweging, ruimte en schoonheid.
Gardella is altijd bezig geweest met het vastleggen van beweging en emotie.
Op papier schetst hij snel de beweging van bijvoorbeeld dansende modellen.
Bij alle ontwerpen die Gardella maakt is de balans tussen de aanleg, inrichting en de architectuur van een park, plein of gebouw, de wensen van de opdrachtgever en de esthetica het uitgangspunt. Hiermee brengt Gardella een relatie aan tussen het kunstwerk en de omgeving, waardoor de beelden passen in de ruimte.